# Santa Paula (California)
Santa Paula, fundada en 1948, es una ciudad ubicada en el condado de Ventura en el estado estadounidense de California. En el año 2000 tenía una población de 28,598 habitantes y una densidad poblacional de 2,403.2 personas por km².

## Geografía
Santa Paula se encuentra ubicada en las coordenadas 34°21′21″N 119°4′6″O / 34.35583, -119.06833. Según la Oficina del Censo, la ciudad tiene un área total de 11,9 km² (4,6 mi²), de la cual 11,9 km² (4,6 mi²) es tierra y 0 km² (0 mi²) (0%) es agua.

## Demografía
Según la Oficina del Censo en 2000 los ingresos medios por hogar en la localidad eran de $41,651, y los ingresos medios por familia eran $45,419. Los hombres tenían unos ingresos medios de $32,165 frente a los $25,818 para las mujeres. La renta per cápita para la localidad era de $15,736. Alrededor del 14.7% de la población estaban por debajo del umbral de pobreza.